# 李召虎
李召虎（1967年7月—），华中农业大学校长、教授。入选中华人民共和国教育部2008年度"长江学者"特聘教授。曾在原北京农业大学（后在同校任教）获学士、硕士学位，在奥本大学获博士学位。2024年起任北京林业大学校长。